# Manrico Ronchiato
Manrico Ronchiato (Saronno, 28 ottobre 1960) è un ex ciclista su strada italiano.

## Carriera
Nato nel 1960 a Saronno, in provincia di Varese, da dilettante ha ottenuto diverse vittorie, tra le quali la Milano-Busseto nel 1981 e il Giro delle Valli Aretine nel 1983 e l'ultima tappa del Giro d'Italia dilettanti nel 1984 con la G.S. Passerini Gomme.
Nel 1985, a 25 anni, è passato professionista con la Santini, partecipando alla Milano-Sanremo, arrivando 27º, e al Tour de France, concludendo come lanterne rouge, al 144º e ultimo posto tra i ciclisti che hanno portato a termine la corsa.
Ha chiuso la carriera nel 1986, a 26 anni.

## Palmarès
- 1979 (dilettanti)

Trofeo Comune di Capergnanica
- 1980 (dilettanti)

G.P. Coperte di Somma
- 1981 (dilettanti)

Milano-Busseto
- 1982 (dilettanti)

Coppa Città di Melzo
- 1983 (dilettanti)

Coppa Giulio Burci
Giro delle Valli Aretine
- 1984 (dilettanti)

10ª tappa Giro d'Italia dilettanti (Termoli > Corato)

## Piazzamenti

### Grandi Giri
- Tour de France

1985: 144º

### Classiche monumento
- Milano-Sanremo

1985: 27º